# Human Clay
Human Clay es el segundo álbum de estudio de la banda de rock estadounidense Creed, Fue lanzado al mercado por Wind-up Records el 28 de septiembre de 1999. El álbum ha sido certificado en 11 ocasiones como disco de platino y con un disco de diamante por la RIAA, y hasta 2007 se mantuvo en el número 54 del álbum mejor vendido de todos los tiempo en Estados Unidos. También obtuvo certificaciones de venta en Canadá, con 6; 5 en Australia y 7 en Nueva Zelanda. El sencillo "With Arms Wide Open" fue Grammy a la Mejor canción rock el 21 de febrero de 2001.
El álbum fue el primer número uno de la banda en Estados Unidos, donde debutó en su primera semana tras su lanzamiento con 315.000 copias vendidas y se mantuvo en el número uno durante dos semanas en el Billboard 200. En 2010 Human Clay había vendido 11.561.000 copias solo en Estados Unidos, según un estudio de Soundscan.

## Listado de canciones
Todas las canciones escritas por Scott Stapp y Mark Tremonti.
1. «Are You Ready?» – 4:45
2. «What If» – 5:18
3. «Beautiful» – 4:20
4. «Say I» – 5:15
5. «Wrong Way» – 4:19
6. «Faceless Man» - 5:59
7. «Never Die» – 4:51
8. «With Arms Wide Open» – 4:35
9. «Higher» – 5:17
10. «Wash Away Those Years» – 6:04
11. «Inside Us All» – 5:49
12. «With Arms Wide Open (Strings Version)» - 4:00
13. «Young Grow Old» (Australian Only Bonus Track)- 4:48
14. «Is This The End» (Special Edition track) - 6:17

## Listas de éxitos

### Álbum
| Año  | Lista         | Posición |
| ---- | ------------- | -------- |
| 1999 | Billboard 200 | 1        |

### Sencillos
| Año  | Sencillo              | Lista             | Posición |
| ---- | --------------------- | ----------------- | -------- |
| 1999 | «Higher»              | Billboard Hot 100 | 7        |
| 2000 | «With Arms Wide Open» | Billboard Hot 100 | 1        |
| 2000 | «What If»             | NA                | NA       |
| 2000 | «Are You Ready?»      | NA                | NA       |

| Predecesor: The Fragile by Nine Inch Nails | Billboard 200 16 de octubre - 29 de octubre de 1999 | Sucesor: Supernatural de Santana |